# Franklin Leonard
 (mars 2019).
Si vous disposez d'ouvrages ou d'articles de référence ou si vous connaissez des sites web de qualité traitant du thème abordé ici, merci de compléter l'article en donnant les références utiles à sa vérifiabilité et en les liant à la section « Notes et références ».
Pour les articles homonymes, voir Leonard.
Franklin Leonard est un cadre américain actif dans le cinéma.
Il est connu pour avoir créé The Black List, une publication annuelle constituée par sondage et recensant les scénarios de films non produits les plus populaires d'Hollywood. 

## Biographie
Il est le fils d'un médecin militaire qui voyage beaucoup pour son travail. La famille déménage ainsi à Hawaï, au Texas, en Allemagne puis en Géorgie. Afro-Américain, il confie ne pas avoir réellement souffert de racisme durant sa jeunesse : « Mes parents et mon éducation m'ont préservé, mais j'ai quand même vu des choses qui m'ont fait réfléchir rétrospectivement ». Lycéen brillant, il intègre ensuite l'université Harvard, où il obtient un bachelor, à l'âge de 23 ans.
Il commence sa carrière en tant que directeur des communications pour la campagne de John Cranley, un ami, à la Chambre des représentants des États-Unis dans le premier arrondissement de l'Ohio ; elle se solde par un échec. Il est ensuite chroniqueur au Trinidad Guardian, analyste chez McKinsey & Company et assistant pour la Creative Artists Agency.
Après avoir travaillé en tant que directeur de développement chez Overbrook Entertainment et Universal Pictures, Leonard est actuellement conseiller aux BoomGen Studios et chez Plympton (en).